# متلازمة موينكي
متلازمة موينكي، والمعروفة أيضًا باسم تعظم الدروز الباكر المرتبط بـ FGFR3، هي حالة خاصة بالإنسان تتميز بالإغلاق المبكر لبعض عظام الجمجمة أثناء النمو، الأمر الذي يؤثر على شكل الرأس والوجه. وصفها ماكسيميليان موينكي لأول مرة، وتحدث المتلازمة في حوالي 1 من كل 30000 مولود جديد. تمثل هذه الحالة ما يقدر بنحو 8% من جميع حالات تعظم الدروز الباكر.

## العلامات والأعراض
يعاني الكثير من المصابين بهذا الاضطراب من اندماج مبكر لعظام الجمجمة على طول الدرز الإكليلي. ومع ذلك، لم تكن كل حالة مصابة بتعظم الدروز الباكر. قد تكون أجزاء أخرى من الجمجمة مشوهة أيضًا. عادة ما يتسبب ذلك في شكل رأس غير طبيعي، وعينين متسعتين، وآذان منخفضة، وعظام وجنتين مسطحتين في هؤلاء المرضى. نحو 5% من الأفراد المصابين لديهم تضخم في الرأس (كبر الرأس). قد يكون هناك أيضًا ضعف في السمع مصاحب في 10-33% من الحالات ومن المهم للأفراد المتضررين إجراء اختبارات سمع للتحقق من احتمالية حدوث مشكلة. يمكن أن يفقد المصابون ما بين 33-100% من حاسة السمع.
يتمتع معظم الأشخاص الذين يعانون من هذه الحالة بذكاء طبيعي، ولكن من الممكن حدوث تأخر في النمو وإعاقات التعلم. تختلف علامات وأعراض متلازمة موينكي بين الأشخاص المصابين، وتتداخل بعض النتائج مع تلك التي تظهر في متلازمات تعظم الدروز الباكر الأخرى. ما بين 6% و 7% من الأشخاص المصابين بطفرة جينية مرتبطة بمتلازمة موينكي ليس لديهم أي من السمات المميزة للاضطراب.

### الآثار الأخرى لمتلازمة موينكي
بصرف النظر عن تعظم الدروز الباكر، فقد اقترح أن ضعف السمع وصعوبات التعلم شائعة في متلازمة موينكي. وفقًا لمجلة أولستر الطبية، قد يكون لدى معظم الأفراد المصابين بمتلازمة موينكي نتائج في أطرافهم. الاكتشاف العيني الأكثر شيوعًا في متلازمة موينكي هو الحول كما درسته الدكتورة أجوتشوكو وفريقها البحثي. ما يقرب من 20% من المصابين بمتلازمة موينكي يعانون أيضًا من الصرع.

## الأسباب
تحدث متلازمة موينكي بسبب طفرة جينية معينة في جين FGFR3. تنشأ الطفرة بشكل عشوائي. لا يوجد فهم كامل لأسباب هذه الطفرة. تؤدي هذه الطفرة إلى زيادة نشاط بروتين FGFR3؛ يتعارض مع نمو العظام الطبيعي، ويسمح لعظام الجمجمة بالاندماج قبل الأوان. لا توجد علاقة بين أي شيء فعلته الأم (أو لم تفعله) لتنشيط المتلازمة. إذا لم يكن أي من الوالدين مصابًا بمتلازمة موينكي، فإن فرص إنجاب طفل آخر مصاب بالمتلازمة تكون ضئيلة. هذه الحالة موروثة في نمط صبغي جسمي سائد. هذا يعني أنه إذا كان أحد الوالدين مصابًا بمتلازمة موينكي، فإن كل مولود جديد لديه فرصة بنسبة 50% لوراثة المتلازمة.

## علم الوراثة
تُورث متلازمة موينكي في نمط وراثي جسمي سائد. في بعض الحالات، يرث الشخص المصاب الطفرة من أحد الوالدين في حال كان مصابًا. إذا ثبت أن المريض يعاني من متلازمة موينكي، فلديه فرصة 50/50 لنقله إلى أطفالهم. ومع ذلك، ليست كل حالات متلازمة موينكي واضحة. قد تنجم حالات أخرى عن طفرات جديدة في الجين. تحدث هذه الحالات في الأشخاص الذين ليس لديهم تاريخ من الاضطراب في عائلاتهم.
تسبب طفرة واحدة في جين FGFR3 هذه المتلازمة. يوفر الجين FGFR3 تعليمات لصنع بروتين يشارك في تطوير العظام وأنسجة المخ وصيانتها. تسبب هذه الطفرة نشاط بروتين FGFR3 بشكل مفرط، ما يتداخل مع النمو الطبيعي للعظام ويسمح لعظام الجمجمة بالاندماج قبل أن تبدأ.
كما ذكر باحثون في جامعة واشنطن، فإن متلازمة موينكي موروثة بطريقة وراثية سائدة مع تغلغل غير كامل وتعبير متغير. التشخيص السابق للولادة في الحمل المعرض لخطر متزايد ممكن إذا حددت الطفرة المحددة في الأسرة (أجوتشوكو وفريقها البحثي في 2006). وفقًا لمقال تعظم الدروز الباكر: علم الوراثة الجزيئية، يكون الاختراق أعلى لدى الإناث (87%) منه لدى الذكور (76%). تشير التقديرات إلى أن متلازمة موينكي مسؤولة عن 25% -30% من جميع الأسباب الجينية لتعظم الدروز الباكر وفقًا لمجلة علم التشريح.

## التشخيص
يُشتبه في أن تشخيص متلازمة موينكي يستند إلى شكل غير طبيعي للجمجمة وتشخيص تعظم الدروز الباكر التاجي. في عام 2006، خلصت أجوتشوكو وزملاؤها إلى أن النمط الظاهري لمتلازمة موينكي يتضمن: انسداد إكليلي أحادي أو ثنائي، ونقص تنسج منتصف الوجه، وأصابع عريضة، وعصبية. بسبب التداخل الظاهري و/أو الأنماط الظاهرية الخفيفة، قد يكون التمايز السريري لهذه المتلازمة صعبًا. يتأكيد التشخيص المشتبه به عن طريق فحص الدم للتحقق من وجود طفرة جينية. لتحديد مدى المرض لدى الفرد المصاب بمتلازمة مونكي، يوصى بإجراء تقييمات مختلفة.

## العلاج
يركز علاج متلازمة موينكي على تصحيح شكل الجمجمة غير الطبيعي ويعكس علاج تعظم الدروز التاجية المبكرة. تستمر أنماط النمو غير الطبيعية طوال سنوات النمو؛ لذلك، يجب أن يكون التدخل والتشخيص الدقيق وخطة العلاج المخصصة والتي تنفذ بخبرة هي الشغل الشاغل. على الرغم من أن توقيت الجراحة يمكن أن يكون فرديًا للغاية، إلا أن التصحيح الجراحي لتعظم الدروز الباكر ثنائي التاج يجرى غالبًا ما بين عمر 6 و12 شهرًا. تجرى الجراحة عادة من خلال شق في فروة الرأس يكون مخفيًا داخل شعر الرأس. سيعمل جراح القحف الوجهي الخاص بك بالتنسيق مع جراح أعصاب الأطفال لإزالة عظام الجمجمة بأمان. بعد ذلك، يقوم الجراح القحفي الوجهي بإعادة تشكيل وإعادة تشكيل تلك العظام لإعطاء شكل جمجمة أكثر طبيعية.